# Lista de alcaides de Leiria
Alcaides-mores de Leiria
- Paio Guterres, primeiro alcaide-mor de Leiria.
- Duarte Galvão, alcaide-mor de Leiria.
- Fernando de Sousa, alcaide-mor de Leiria.
- Fernão Rodrigues Alardo, alcaide-mor de Leiria e Óbidos
- Gonçalo Barba Correia, alcaide-mor de Leiria.
- Martim Fernandes de Leiria.
- Paio Viegas Dade.
- Pedro Barba, alcaide-mor de Leiria.
- Rui Barba, alcaide-mor de Leiria.
- Rui Barba, alcaide-mor de Leiria